# 林美芬
林美芬（英文：Lim Mei Fen，1987年6月29日—），马来西亚女演员与舞台剧制作人，北京电影学院电影市场与行销专业硕士，出生于马来西亚槟城。她因《我要做 MODEL》选秀比赛出道，曾上过中国恋爱告白真人秀《非常完美》，也曾在舞台剧《三位王后的宝座》（Takhta 3 Ratu）饰演汉丽宝公主，自此引起马来娱乐界的关注，让她成为当地少数横跨马来影视领域的华裔女演员。2019年，凭本地电影《姐妹》入围马来西亚吉隆坡影评人协会最佳女主角。

## 个人生涯

### 早年经历
林美芬对故事创作的热情显而易见。除了银幕和舞台表演外，她还积极参与创意写作，并制作了许多戏剧表演。2006年，从美国加州回来后，她参加了马来西亚电视台八度空间的《我要做 MODEL》真人秀。然后，她也在全马来西亚观众最受瞩目的ntv7电视游戏节目《一掷千金》中担任一号宝箱小姐。
2009年，她参于与影视制作公司Juita Viden的剧本创作，集思广益探讨马来西亚ASTRO欢喜台的首部福建电视剧《家缘》，此电视剧根据她的祖父故事而写。
后来，林美芬的父亲要求她回去槟城，帮助管理了几年的家族生意。

### 事业发展
2013年，林美芬返回影视圈，凭借电视剧《时光电台》，表现可圈可点，获得更多的演出机会。其他的影视作品包括马来西亚首部实境电影《惧场》，独立电影《姐妹》，马来电影《黑车》等等。
2014年，她开启了新的篇章，她获得演出机会参演在国家剧院（Istana Budaya）的大型舞台剧《三位王后的宝座》（Takhta 3 Ratu）。她所饰演的汗丽宝公主表现优异与令人印象深刻，从此得到了许多马来演艺界的关注。
2016年，她代表国家艺术学院（ASWARA）与多名本土不同种族演员，一起在中国举办的东盟戏剧周和日本东京戏剧节巡回演出，并成功地在数千名国际观众面前表演。
2018年，她被任命为马来西亚国家剧院的制作人，配合马来西亚即将迎来61周年国庆的三语国庆舞台剧，剧名为《最后国土》。这部舞台剧由吉隆坡国家艺术学院与国家剧院联合推出，并由林美芬监制及演出。其他参与的演员包括资深女演员Angeline陈意遐、王洐任、马来知名女导演兼演员Erma Fatima、歌手及演员Izzue Islam、Nina Nadira和Nave V等等，并由 Naque Arrifin执导。前首相夫人茜蒂哈斯玛是《最后国土》（Tanah Akhirku）的推荐大使，前首相马哈迪·莫哈末也出席了国家剧院举行的首映礼。
2018年，她获得出演机会由李添兴导演所执导的惊悚电影《姐妹》，凭个人精湛的表现，入围马来西亚吉隆坡影评人协会最佳女主角。电影《姐妹》也到中国金鸡奖、第21届意大利乌甸尼远东电影节等大型电影盛事参展，备受外界赞赏。

## 演出作品

### 电影
| 上映年份 | 片名             | 角色   | 导演                | 合作演员                                                                                           | 备注                     |
| 2014     | 惧场             | Fanny  | 池家庆 陈炳丰       | 杨雁雁、庄可比、蔡佩璇、陈凯旋、辛伟廉、庄仲维、李承运、张顺源、许亮宇、王骏                       |                          |
| 2019     | 姐妹             | 美悅   | 李添兴              | 林佩琦、陈立扬、洪紫涵、郑雨萍                                                                     |                          |
| 2020     | 不是我妈妈的烘焙 | Joyce  | Remi M Sali         | Sarah Ariffin、Siti Mastura Alwi、池素宝、Zack Zainal、韩淑分、张丞礼、Asraf Amin、Benjamin Zainal | 新加坡多语言电影         |
| 2020     | 大章鱼           | 孕妇   | 项华祥              | 刘牧、赵茜、张皓承、程玲、谢志顺、林斯耀、颜华山、许秀菁、周雪婷                                   | 中国动作、冒险、灾难电影 |
| 2021     | 黑车             | 贝拉   | Muzzamer Rahman     | Amerul Affendi、Bront Palarae、Sharifah Amani、Nadiya Nissa、Anas Ridzuan                          | 马来语黑白电影           |
| 2021     | 25               | 艾薇   | Lingeswaran Sanasee | 狄妃、王竣、Evelyn Feroza、Haneesya Hanee                                                          | 马来西亚英语电影         |
| 2024     | 国家女篮：集结   | 翁薪云 | Faisal Ishak        | Fify Azmi、Jojo Goh、Thanuja Ananthan、Melissa Campbell                                            | 马来西亚多语言体育类电影 |

### 电视剧
| 首播   | 剧名           | 角色           | 备注     |
| 2013年 | 时光电台1970   |                | 主角之一 |
| 2015年 | 差三公分想爱你 |                | 客串     |
| 2015年 | 分身乏术       |                | 配角     |
| 2016年 | 法网天后       | 钟彩珍（年轻） | 客串     |
| 2018年 | 天之骄子       | 胡锦梅（年轻） | 客串     |

### 舞台剧
| 上演年份 | 剧名                                | 角色              | 导演                           | 备注                  |
| 2014年   | 三位王后的宝座（Takhta 3 Ratu）     | 汉丽宝公主        | Erma Fatima                    | 马来语舞台剧          |
| 2016年   | ZombieLaLaLa                        | Princess LiLi Poh | Aris Kadir                     | 马来语舞台剧          |
| 2018年   | 最后国土（Tanah Akhirku）           | 颖凤              | Naque Ariffin、Aloeng Silalahi | 兼任制作人 国庆舞台剧 |
| 2024年   | 吉打史话（Sakti Merong Mahawangsa） | 皇后              | Shahrul Mizad                  | 马来语舞台剧          |